# Allaines-Mervilliers
Allaines-Mervilliers là một xã của tỉnh Eure-et-Loir, thuộc vùng Centre-Val de Loire, miền bắc nước Pháp.